# Las Habas
Las Habas är en ort i Mexiko.   Den ligger i kommunen Cosalá och delstaten Sinaloa, i den centrala delen av landet, 1 000 km nordväst om huvudstaden Mexico City. Las Habas ligger 143 meter över havet och antalet invånare är 203.
Terrängen runt Las Habas är kuperad åt sydost, men åt nordväst är den platt. Runt Las Habas är det mycket glesbefolkat, med 6 invånare per kvadratkilometer. Närmaste större samhälle är Tabalá, 14,1 km väster om Las Habas. I omgivningarna runt Las Habas växer i huvudsak lövfällande lövskog.